# Cycasis trochanterata
Cycasis trochanterata là một loài tò vò trong họ Ichneumonidae.